# Bhabat
Bhabat è una suddivisione dell'India, classificata come census town, di 5.794 abitanti, situata nel distretto di Rupnagar, nello stato federato del Punjab. In base al numero di abitanti la città rientra nella classe V (da 5.000 a 9.999 persone).

## Geografia fisica
La città è situata a 30° 39' 29 N e 76° 48' 27 E e ha un'altitudine di 291 m s.l.m..

## Società

### Evoluzione demografica
Al censimento del 2001 la popolazione di Bhabat assommava a 5.794 persone, delle quali 3.066 maschi e 2.728 femmine. I bambini di età inferiore o uguale ai sei anni assommavano a 815, dei quali 436 maschi e 379 femmine. Infine, coloro che erano in grado di saper almeno leggere e scrivere erano 3.942, dei quali 2.250 maschi e 1.692 femmine.